# Eufrat Mai
Eufrat Mai, khai sinh là Jana Potysová, sinh ngày 4 tháng 7 năm 1985 ở Liberec, hiện nay thuộc Cộng hòa Séc. Cô là nữ diễn viên phim khiêu dâm thể loại đồng tính nữ. Cô đã chiến thắng giải thưởng VivThomas hạng mục Babe of the Month April vào năm 2007, chiến thắng giải Twistys hạng mục Treat Of The Month October vào năm 2011. Năm 2012, cô được đề cử Female Foreign Performer of the Year (Nữ nghệ sĩ nước ngoài của năm) của AVN Awards.